# Oswestry
Oswestry è una cittadina e parrocchia civile facente parte della contea dello Shropshire, nella parte occidentale dell'Inghilterra, in tutta prossimità del confine con il Galles. Si stima che la popolazione fosse nel 2008 di circa 18 000 abitanti.

## Storia

### Preistoria
Il sito geografico di Oswestry è stato colonizzato fin dalle epoche passate. La parte della città chiamata Old Oswestry (Vecchia Oswestry) ospita una collina fortificata ("Hill Fort") a cima arrotondata di bassa elevazione risalente all'Età del Ferro (dal 700 a.C. circa al 40 a.C. circa)  su cui sono stati ritrovati reperti che ne farebbero risalire la sua edificazione al 550 a.C. La collina presenta una serie di contrafforti e trincee, che gli storici ritengono poco comuni per una collina fortificata dell'età del ferro. Si ritiene che la costruzione di questi baluardi di difesa sia stata necessaria a causa propria della scarsa elevazione del forte allo scopo di potenziare la difesa della Città Vecchia.
Particolarmente munito l'accesso occidentale al forte a livello del quale si contano ben sette contrafforti, più di qualunque altra collina fortificata in Inghilterra. Gli abitanti del forte vivevano in cima alla collina, ampia circa sei ettari. Gli scavi archeologici dimostrano come i primi occupanti vivessero ivi già dalla tarda età del bronzo (dal 2400 a.C. circa al 700 a.C. circa). In questo periodo iniziò probabilmente la costruzione delle fortificazioni, che proseguì, con soluzioni di continuità, fino alla tarda età del ferro. la leggenda vuole che la collina fortificata di Old Oswestry debba il proprio nome a Caer Ogyra, suocero di Re Artù e che addirittura abbia dato i natali alla Regina Ginevra.

### Età romana e anglosassone
Del trapasso dall'età del ferro all'età romana si sa poco. Dai reperti archeologici ritrovati in loco pare che Old Oswstry fosse abitata al momento dell'invasione dei Romani. Diversamente da quanto osservato in altre colline fortificate, non sembra che Old Oswestry sia stata conquistata con la forza. Non è noto, invece se, dopo la conquista da parte dei Romani, la collina venne rioccupata dai Romano-Britanni, come si verificò per altre colline fortificate. Come è noto, dopo la ritirata dei Romani, nel 410 circa, sotto il regno di Onorio, i Romano-Britanni dovettero difendere la propria indipendenza contro svariati tentativi di invasione. Con il tempo, essi furono costretti a chiedere l'assistenza degli Angli e dei Sassoni, che, infine si mostrarono ostili occupando da padroni le terre che erano venuti a difendere. Man mano i Romano-Britanni si ritirarono verso la regione occidentale della Britannia, proprio ai confini con il Galles.
È di questo periodo la nascita delle leggende di Re Artù. Di quest'ultimo periodo è emblematica la figura del Re Osvaldo di Northumbria, divenuto in seguito Santo. Oswald fu un re potente, che riunì sotto una sola corona i regni Nortumbrici di Bernicia e Deira, favorendo al contempo la diffusione del Cristianesimo in Nortumbria. La sua figura fu tratteggiata positivamente da San Beda (Beda il Venerabile), il quale, scrivendone un secolo dopo la sua morte, lo definì Re Santo. Osvaldo finì per essere ucciso alla Battaglia di Maserfield dal re pagano Penda di Mercia, battaglia che ebbe luogo il 5 agosto del 641 o 642. La sede della battaglia viene identificata generalmente proprio con Oswestry. Poiché si trovava in territorio nemico, è verosimile che Osvaldo stesse attaccando. La leggenda dice che il suo corpo fu smembrato e una delle sue braccia fu trasportata da un'aquila fino ad un albero, un frassino, che da allora fu chiamato Oswald's Tree o anche Oswy's Tree (Albero di Oswald), essendo Oswy il diminutivo o il nome vero di Osvaldo, da cui derivò il nome Oswestry (Oswy's Tree = Oswestry). Un'altra leggenda vuole che dalle gocce di sangue stillanti dal braccio di Osvaldo finite al suolo si formò il rinomato Pozzo di Osvaldo (Oswald's Well).

## Sport

### Calcio
La squadra principale della città è il The New Saints of Oswestry Town & Llansantffraid Football Club.